# ミッチェル (クレーター)
ミッチェル (Mitchell) は、月の表側にあるクレーターであり、月の北部に位置する。アメリカ芸術科学アカデミーと米国科学振興協会の最初の女性会員であり、「永遠に生きるかのように学べ。明日死ぬかのように生きろ。」という言葉を残したアメリカの天文学者、マリア・ミッチェルにちなんで名づけられた。
ミッチェルは氷の海の南端近くに位置しており、アリストテレスの東側の周壁に隣接している。ミッチェルの南にはエウドクソス、ミッチェルの北にはガレが位置しており、ミッチェルの東にはベイリーが位置している。
ミッチェルの底面は起伏が激しく、ミッチェルの中心付近にはなだらかな中心丘が存在する。ミッチェルの南側の周壁にはV字型の隙間があり、ミッチェルの西側の周壁はアリストテレスの東側の周壁と完全に一体化している。

## 従属クレーター
ミッチェルのごく近くにある小さな無名のクレーターについては、アルファベットを付加することによって識別される。
| 名称        | 月面緯度     | 月面経度     | 直径 |
| ----------- | ------------ | ------------ | ---- |
| ミッチェルB | 北緯 48.3 度 | 東経 19.3 度 | 6 km |
| ミッチェルE | 北緯 47.6 度 | 東経 21.7 度 | 8 km |